# Condor Grosseto
I Condor Grosseto sono una squadra di football americano di Grosseto.

## Storia
L'Associazione Sportiva Condor Grosseto nasce nel 1981 ed esordisce in Serie A nel 1984. In massima serie disputano in tutto 12 stagioni, l'ultima delle quali nel 2000.
Nel 1985 giungono secondi nel girone D del campionato di serie A dell'AIFA, qualificandosi per i playoff dove però sono sconfitti alla prima partita dai Rhinos Milano (0-13). Nel 1986, dopo un quarto posto nel girone Centro Sud, sono stati sconfitti ai playoff dai Frogs Busto Arsizio per 40-20.
Nel 2009 confluiscono nella Polisportiva Olimpia Grosseto, dove mantengono il nickname per i campionati senior ma lasciano ai Longhorns Grosseto i campionati tackle giovanili e alla stessa Olimpia i campionati flag football.
Nel 2008 partecipano alla Serie B della NFLI, dove raccolgono sei vittorie e zero sconfitte: American Felix Molinella-Condor Grosseto (0-32); Condor Grosseto-Ravens Imola (36-0); Condor Grosseto-Neptunes Bologna (48-6); Saints Padova-Condor Grosseto (13-14); Condor Grosseto-Aquile di Ferrara (28-27); Drunken Irishmen Massa-Condor Grosseto (11-39). Ai quarti di finale del Nine Bowl VI i Condor vincono contro i Blue Storms Gorla Minore per 26 a 12, ma in seminfinale vengono eliminati dalle Aquile Ferrara per 42-20.
Dopo essersi ritirati dalla Silver League FIF nel 2009, continuano l'attività a livello giovanile, vincendo un campionato nazionale di flag under 15 (2009) ed il capitano Alessandro Claudio Gherardini viene premiato come MVP della stagione. Sempre nel 2009 vincono il Campionato Under 15 di football americano, nel 2010 e 2011 quello under 18 versione 5men. Nel 2011 il quarterback Federico Rossi gioca e vince il campionato di High School del South Carolina con i Rebels del Liceo James F. Byrnes di Duncan.
Nel 2010 la società A.S. Condor Grosseto continua la sua attività confluendo integralmente con la  propria storia, loghi e marchio che negli anni l'hanno contraddistinta nella Polisportiva Olimpia Grosseto  che per tal motivo cambia ragione sociale in Polisportiva Olimpia Condor Grosseto e successivamente ancora in Condor81ers Grosseto Polisportiva.
Nel corso degli ultimi anni i Condor81ers hanno vinto: un  campionato tackle under 15 (2009) , due campionati tackle  fiveman under 18 (2010, 2011),un campionato flag u.17 (2015).

## Dettaglio stagioni

### Serie A/A1/Golden League
| Stagione | regular season | regular season | regular season | regular season | regular season | regular season | playoff | playoff | playoff | playoff | playoff | playoff          | playoff             |
|          | Vin            | Par            | Per            | Tot            | PF             | PS             | Vin     | Per     | Tot     | PF      | PS      | risultato        | avversaria          |
| -------- | -------------- | -------------- | -------------- | -------------- | -------------- | -------------- | ------- | ------- | ------- | ------- | ------- | ---------------- | ------------------- |
| 1984     | 2              | 0              | 8              | 10             | 60             | 276            | -       | -       | -       | -       | -       | -                | -                   |
| 1985     | 8              | 1              | 3              | 12             | 281            | 108            | 0       | 1       | 1       | 0       | 13      | Ottavi di finale | Rhinos Milano       |
| 1986     | 4              | 0              | 6              | 10             | 231            | 201            | 0       | 1       | 1       | 20      | 40      | Ottavi di finale | Frogs Busto Arsizio |
| 1987     | 5              | 0              | 7              | 12             | 145            | 151            | 0       | 1       | 1       | 0       | 34      | Ottavi di finale | Frogs Legnano       |
| 1988     | 5              | 0              | 7              | 12             | 158            | 174            | 1       | 1       | 2       | 26      | 48      | Ottavi di finale | Saints Padova       |
| 1989     | 4              | 0              | 8              | 12             | 182            | 249            | -       | -       | -       | -       | -       | -                | -                   |
| 1990     | 7              | 0              | 5              | 12             | 354            | 206            | 0       | 1       | 1       | 34      | 35      | Ottavi di finale | Pharaones Milano    |
| 1993     | 4              | 0              | 2              | 6              | 106            | 108            | -       | -       | -       | -       | -       | -                | -                   |
| 1994     | 4              | 0              | 2              | 6              | 85             | 69             | 0       | 1       | 1       | 0       | 35      | 64esimi di f.    | Knights Alessandria |
| 1995     | 3              | 0              | 3              | 6              | 93             | 56             | 0       | 1       | 1       | 0       | 8       | 16esimi di f.    | Cardinals Palermo   |
| 1999     | 3              | 0              | 3              | 6              | 97             | 74             | 0       | 1       | 1       | 13      | 33      | 16esimi di f.    | Aquile Ferrara      |
| 2000     | 2              | 0              | 5              | 7              | 57             | 174            | -       | -       | -       | -       | -       | -                | -                   |
| Totale   | 51             | 1              | 59             | 111            | 1849           | 1846           | 1       | 8       | 9       | 93      | 246     |                  |                     |

Fonte: Enciclopedia del Football - A cura di Roberto Mezzetti